# Tertulia
Con il termine spagnolo tertulia, entrato anche nel portoghese come tertúlia (traducibile in italiano come circolo), si indica una riunione, informale e periodica, di persone interessate a un tema o a un ramo concreto dell'arte o della scienza, per discutere, informarsi o condividere idee e opinioni. In generale la riunione ha luogo in un caffè, e vi partecipano di solito persone dell'ambito intellettuale. È una tradizione di origine iberica e si mantenne radicata fino a circa la metà del XX secolo anche nelle ex colonie divenute indipendenti dall'impero spagnolo. I partecipanti sono detti contertulios.

## Categorie, norme e funzioni delle tertulie
Possono essere tertulias taurine, letterarie, teatrali o di qualsiasi tipo, comprese tertulias di carattere generale. È norma non statuita, ma generalmente accettata quella di attaccare e screditare senza pietà la persona che non viene alla tertulia o che tarda ad arrivare, il che serve affinché nessuno manchi e tutti prendano sul serio la loro partecipazione e appartenenza alla riunione. I frequentatori abituali della tertulia sono denominati tertulianos o contertulios. Una tertulia di buon livello suole essere uno strumento educativo di prim'ordine: la prima cosa che vi si apprende infatti è tolleranza e senso critico. D'altra parte, una tertulia permette agli interessati a un tema di fare amicizia e di stringere relazioni con quelli del loro settore e di arricchire la loro cultura, e ai neofiti di apprendere dai più esperti e di conoscere informalmente le persone del loro ambiente. Inoltre, in alcuni luoghi dell'Argentina, la parola "tertulia" si utilizza per esprimere uno stato di estremo esaurimento, evocando la frase "estoy tertuliado" o "estoy en tertulias".

## Letertuliasspagnole e la loro origine
La tertulia (che alcuni vogliono far derivare dal teologo cristiano romano Tertulliano, celebre per la forza polemica dei suoi scritti) nacque durante il Siglo de Oro, a testimonianza del grande fermento culturale che caratterizzò la Spagna tra il XVI e il XVII secolo. In particolare, il fenomeno trarrebbe le sue origini dalle cosiddette accademie letterarie di quel periodo, come la valenziana Academia de los Nocturnos o quella di Siviglia, diretta dal Duca di Tarifa, che si riuniva nella Casa de Pilatos. A Madrid furono famose la Academia Selvaje, nata nel 1612, e la Academia Mantuana, dinanzi alla quale Lope de Vega, spesso segretario di queste istituzioni, lesse la sua Arte nuevo de hacer comedias. Altri affermano che queste riunioni ebbero inizio con quelle che realizzavano i critici al termine di un lavoro teatrale nella zona dei corrales de comedias ("letteralmente "recinti di commedie", tra le prime forme di teatro stabile affermatesi in Spagna a partire dal Siglo de Oro) denominata tertulia.
Il fenomeno delle tertulias si ricollega ad analoghe esperienze di circoli, salotti o ritrovi di intellettuali in voga in altri paesi europei. Ad esempio, in Francia la tertulia può accostarsi alla tradizione dei salons del XVIII secolo nei quali una dama riceveva gli omaggi di una serie di intellettuali; in Inghilterra, i club sono un'istituzione simile, ma di carattere più formale. In Spagna, una serata o soirée poteva perfettamente terminare o completarsi con una tertulia tra gente che discorreva amichevolmente su tutte le cose divine e umane, e in concreto sull'attualità politica e culturale. Ma il carattere informale e senza «atto» scritto della tertulia impedisce di considerare le accademie, di origine italiana, come associabili al fenomeno strettamente orale della tertulia spagnola (si veda la voce Accademia).
Furono celebri nel XVIII secolo la granadiana Academia del Trípode, la Tertulia de la Fonda de San Sebastián o quella tenuta dall'ellenista Pedro Estala nella sua cella di scolopio. L'istituzione delle Sociedades Económicas de Amigos del País verso la fine del XVIII secolo facilitò la creazione di questo tipo di associazionismo, così come la diffusione della stampa, che si era soliti leggere abitualmente nei caffè e nei circoli. Un ruolo abbastanza favorevole in questo senso ebbe anche la creazione di società patriottiche che vennero a sostituire le anzidette Sociedades Económicas da parte dei liberali agli inizi del XIX secolo.
La tradizione dei salotti francesi fu imitata nella Cadice assediata dalle truppe francesi durante la guerra d'indipendenza, e nelle sue numerose tertulias si riunivano i liberali che non avevano più niente da fare, limitandosi in non poche occasioni solamente a giocare a carte, come racconta Antonio Alcalá Galiano. Nel XIX secolo fu la volta della tertulia romantica de El Parnasillo, che si riuniva nel Café del Príncipe, e quella degli scrittori realisti del Bilis club a Madrid, integrata da Leopoldo Alas "Clarín" e altri scrittori asturiani; la costruzione di nuovi spazi di socializzazione come i casinò rese possibile ugualmente la creazione di tertulias fisse nelle province.
Nel primo terzo del XX secolo si ebbero numerose tertulias. Il centro più importante era il Nuevo Café de Levante; a partire dagli ultimi anni del XIX secolo fino alla guerra europea, questo fu il centro di riunione di tertulias più importante di Madrid, al quale non dimenticavano di accorrere tanto scrittori consacrati quanto giovani promesse e scrittori caduti nell'oblio. Tutti vi accorrevano per far conoscere le loro opere e i loro pensieri. Nelle parole di Valle-Inclán, «il Café de Levante ha esercitato più influenza sulla letteratura e sull'arte contemporanea che due o tre università e accademie».
Nel madrileno Café de Fornos si trovava la tertulia di Vital Aza, superato Virgen de los Peligros, e là si riuniva una combriccola cosmopolita composta da artisti, scrittori, attori e attrici, toreri, calciatori. Nel Café de Gato Negro, nella calle del Príncipe, accanto al Teatro de la Comedia, Jacinto Benavente teneva una tertulia modernista. Aveva il tetto basso, scarsa illuminazione, grandi divani e, sul fondo, un muro finto che di notte si apriva e metteva in comunicazione il Caffè con il Teatro. Rafael Cansinos Assens ebbe una tertulia nel Café Colonial di Madrid, vicino alla Puerta del Sol, dove si trovava un pubblico estremamente vario in cui spiccava la presenza di pittori, artisti e poeti stranieri arrivati in Spagna con la guerra del 1914; Ramón Gómez de la Serna ne sostenne un'altra, rivale della precedente, nell'antico Café y botillería de Pombo, nella calle Carretas; questa era tal vez la più importante e seguita di Madrid; alla sua nascita si proibì di parlare della guerra, servendo come rifugio di tutti quelli che si stufarono di altri caffè dove si parlava solo di quell'argomento. Si fissò i sabati di notte, dopo l'ora di cena, e nel suo vecchio interrato si riunivano anche fino alle tre dell'alba; ma ce n'erano molte altre. José Ortega y Gasset aveva la sua ne La Granja del Henar; nel Café Marfil, angolo Cedaceros, Jacinto Benavente passò di suoi giorni come tertuliano; nella calle Sevilla si trovava il Café la Ballena Alegre, dove si riunivano tra gli altri José Antonio Primo de Rivera e i suoi seguaci falangisti; nel Café León si tenevano tertulias di eruditi e giornalisti. Al Café del Prado, nella calle del Prado, ampio, con specchi e tavolini rotondi di marmo, accorreva anche Marcelino Menéndez Pelayo.
Il Café Español era frequentato dai fratelli Manuel e Antonio Machado; quelli del Café Europeo y Comercial si trasferirono al Café Gijón, che acquistò fama dagli inizi del secolo e la cui influenza crebbe fino ad arrivare ad avere il suo punto culminante nel dopoguerra. Nella Cervecería de Correos cominciavano a riunirsi i giovani poeti della generazione del '27 e fu dove Lorca tenne le sue riunioni con i poeti e gli antichi compagni della Residencia de Estudiantes; nel Café Jorge Juan si riuniva Melchor Fernández Almagro con José Francés, che era colui che capitanava la tertulia; nel Roma era il dottor Gregorio Marañón insieme alla Giunta dell'Ateneo da lui presieduta coloro che preparavano proclami contro la monarchia agonizzante; nel Café Lyon si tenevano varie tertulias, la prima con personaggi come José Bergamín, Ignacio Sánchez Mejías e Melchor Fernández Almagro, tra gli altri; nella seconda si riuniva la «tertulia del banco azul», così detta perché era formata da uomini del Governo della Repubblica; la terza era quella di Pittaluga, Guillermo de Torre, Obregón, Francisco Ayala, tra gli altri; da ultimo la tertulia che dirigeva di tanto in tanto Ramón María del Valle-Inclán, con Anselmo Miguel Nieto, Salvador Pascual, Penagos... Il 14 aprile 1931 molti dei tertuliani divennero padri della patria nel Senato o nel Congresso: è il caso di Manuel Azaña o Calvo Sotelo. Dopo la Guerra Civil fu fondata la tertulia di Antonio Díaz-Cañabate e José María de Cossío nel caffè Aquarium di Madrid, ma poi si trasferì al caffè Kutz e infine al Lyon d'Or, come racconta nella sua Historia de una tertulia (1952) Antonio Díaz-Cañabate. Verso il 1955 si riunì nel Lyon la tertulia dei narratori della generazione del 1955 o del medio secolo, presieduti da Antonio Rodríguez Moñino, che era stato espulso dalla sua cattedra per le sue simpatie verso la Repubblica. Lì si riunivano Alfonso Sastre, Rafael Sánchez Ferlosio e Ignacio Aldecoa, tra gli altri.
Anche in altri luoghi della Spagna proliferarono le tertulias; fu famosa la tertulia del Rinconcillo a Granada, dove fu Federico García Lorca. Si trovava nella Plaza de los Campos, in un caffè attualmente occupato dal ristorante Chikito.
Ultimamente il fenomeno delle tertulias si è esteso alle emittenti radiotelevisive e soprattutto a Internet, dove si svolgono numerose discussioni sui temi dell'attualità e della politica; sono formate perlopiù da giornalisti e sono solite generare correnti di opinione, per cui sono molto temute dai dirigenti politici, che tentano frequentemente di controllarle o di contrastarle con altre create da loro. Le "tertulias" hanno avuto diffusione nel mondo anche per effetto delle attività apostoliche dell'Opus Dei. In questa realtà ecclesiale, la tertulia è un incontro di famiglia, solitamente collocato dopo pranzo o dopo cena, nel corso del quale ci si scambiano notizie su vicende "di casa" come iniziative apostoliche, incontri personali, oppure si raccontano aneddoti edificanti o semplici barzellette, si cantano canzoni allegre o si inscenano piccoli siparietti all'insegna del divertimento sano e pulito.